# Arcos de Guadalajara
Los Arcos de Guadalajara son un monumento representativo de la Ciudad de Guadalajara, en el estado de Jalisco, México.
Dicho monumento fue erigido como entrada de la ciudad a raíz de la inauguración de la carretera México-Morelia-Guadalajara, en el año de 1938. La obra se realizó durante el periodo del gobernador Silvano Barba González, quien encargo el proyecto al arquitecto Aurelio Aceves.
Es uno de los monumentos más distintivos de la perla tapatía  junto a la Catedral de Guadalajara, el Hospicio Cabañas, el Teatro Degollado y la Glorieta Minerva.

## Descripción y ubicación

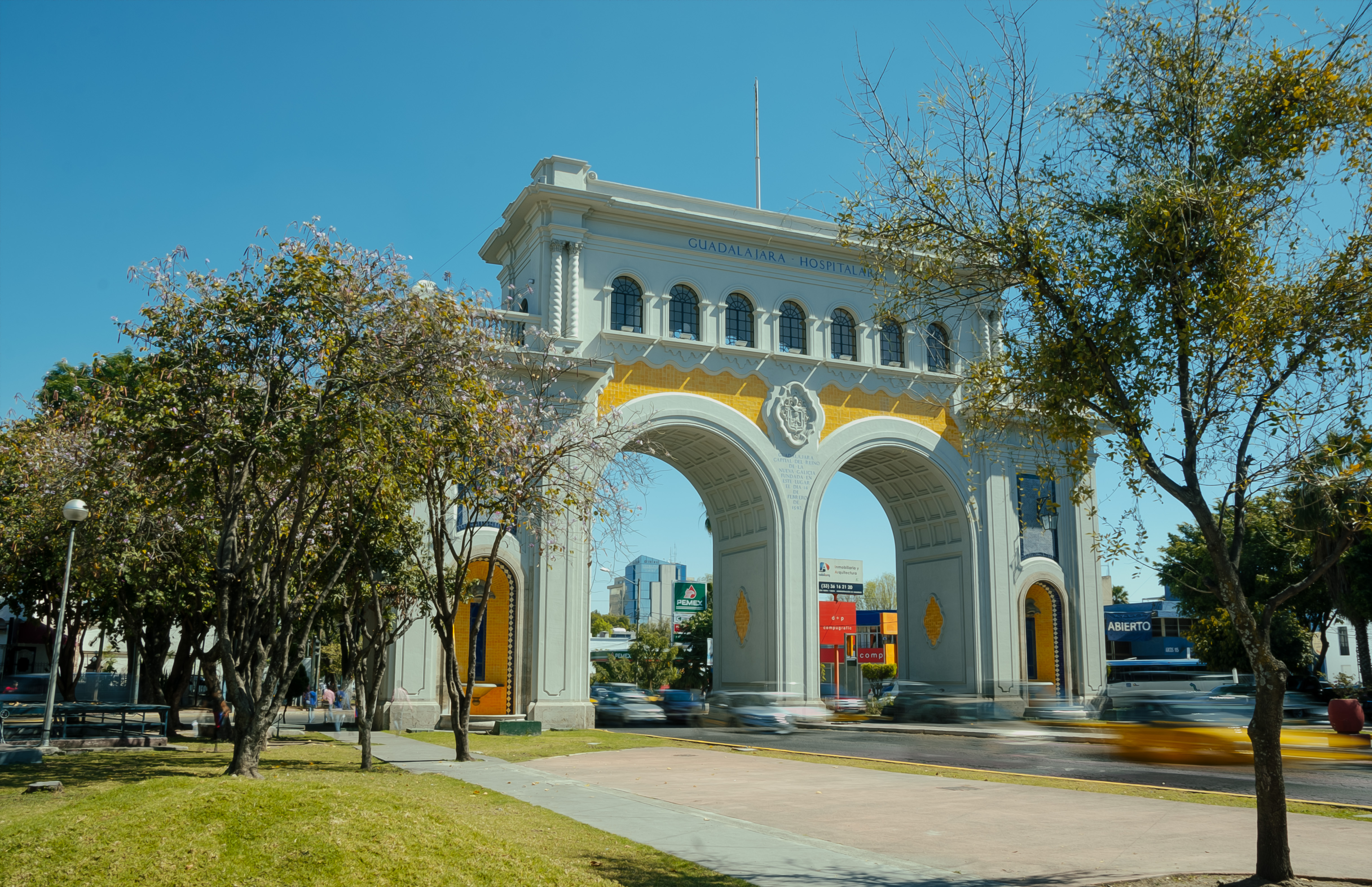
Los Arcos de Guadalajara.

### Descripción
El monumento, cuya altura total es de 21 metros, consiste en dos arcos de estilo ecléctico con elementos del neocolonial californiano. Los Arcos, como coloquialmente se les conoce, tienen ocho metros de ancho por catorce metros de altura, y a cada lado de ellos se observan nichos con fuentes monumentales. En medio del arco se lee Guadalajara capital del Reino de Nueva Galicia fundada en este lugar el 14 de febrero de 1542. El monumento está coronado por una segunda estructura que cuenta con una serie de ventanas de arco de medio punto, conocida como Sala de Banderas, y que servía como mirador anteriormente.

### Ubicación
Se localiza en la avenida Vallarta,  en su cruce por la calle Arcos, y a una cuadra de la también emblemática Glorieta de La Minerva.

## Historia
Los Arcos fueron construidos por el arquitecto Aurelio Aceves en 1942 a solicitud expresa del gobierno encabezado por Silvano Barba González para celebrar los 400 años de la fundación de la ciudad. Por aquellos días el lugar en donde se ubica el monumento era llano y se consideraba que iba a ser la entrada a la ciudad. Por tal motivo, en el lado oriente del monumento se lee la frase: «Una estancia agradable es garantía de regreso» y en el poniente, «Guadalajara, ciudad hospitalaria». El arquitecto Aceves realizó el diseño basándose en los típicos arcos europeos; sin embargo añadió en la decoración final azulejos artesanales representativos de Tlaquepaque. Además, en medio de cada arco se grabó el escudo de armas de la ciudad.
En 1959 se instaló en la parte superior la Sala de Banderas, donde se rendía los respetos a los lábaros patrios de los distintos países del continente americano. Además, se usaba como mirador, ya que proporcionaba una excelente vista de la ciudad. En 1981, dada su importancia, se cerró la Sala de Banderas y se instaló en el lugar la Secretaría de Turismo del Estado de Jalisco y se mantiene ahí hasta el día de hoy.